# Saint-Péran
Saint-Péran (en bretó Sant-Pêran, en gal·ló Saent-Peran) és un municipi francès, situat a la regió de Bretanya, al departament d'Ille i Vilaine. L'any 2006 tenia 299 habitants.

## Demografia
| 1962                                       | 1968 | 1975 | 1982 | 1990 | 1999 |
| ------------------------------------------ | ---- | ---- | ---- | ---- | ---- |
| 208                                        | 209  | 168  | 160  | 169  | 196  |
| Des de 1962: població sense dobles comptes |      |      |      |      |      |

## Administració
| Període   | Identitat     | Partit |
| --------- | ------------- | ------ |
| 2001-2008 | Ronan Guéblez |        |
| 2008-     | Loïc Richard  |        |